# Садовський Федір Титович
Федір Титович Садовський (20 серпня 1892, місто Уфа Уфимської губернії, тепер Республіка Башкортостан, Російська Федерація — 1971, місто Москва, тепер Російська Федерація) — радянський діяч, інженер, міністр житлово-цивільного будівництва Української РСР, професор (1946). Депутат Верховної Ради УРСР 2-го скликання.

## Біографія
Народився в родині безземельного селянина. Закінчив початкову школу та реальне училище у місті Уфі.
У 1910 році витримав конкурсний екзамен до Петербурзького технологічного інституту, але зарахований до лав студентів не був. У 1910—1911 роках — студент Томського технологічного інституту, звідки був відрахований за участь в революційному русі. У 1911 році став студентом Інституту цивільних інженерів в Санкт-Петербурзі. Через скрутне матеріальне становище часто переривав та залишав навчання. Закінчити інститут та здобути вищу освіту зумів тільки у 1924 році.
У 1918—1919 роках — перебував на службі в червоноармійському полку, будував укріплення під Петроградом під час наступу військ генерала Юденича.
До 1934 року жив і працював у Петрограді-Ленінграді. Виконував роботу проектувальника на різних будовах, був винахідником, виконробом, начальником будівництв, зокрема начальником робіт Управління будівництва Повноважного представництва ОДПУ в Ленінградському військовому окрузі. У 1934—1940 роках — в Москві, де також очолював різні будівництва, працював в Держбуді СРСР та на педагогічній роботі, навчаючи нові кадри спеціалістів-будівельників. Перебував у закордонних відрядженнях у США, Німеччині, Франції, Швеції, Данії.
За його участю та проектами споруджені житловий масив та підстанція заводу «Красный Треугольник» в місті Ленінграді, будинок ОДПУ-Народного комісаріату внутрішніх справ у Ленінграді, будівля Всесоюзного інституту експериментальної медицини у Москві та інші.
Член ВКП(б) з 1937.
У 1941 році — заступник народного комісара промисловості будівельних матеріалів Української РСР.
Під час німецько-радянської війни евакуйований до Башкирської АРСР, де керував спорудженням робітничих селищ. У 1943 році був відкликаний в Українську РСР, де до листопада 1943 року працював заступником народного комісара промисловості будівельних матеріалів Української РСР.
25 листопада 1943 — 30 серпня 1948 року — народний комісар (міністр) житлово–цивільного будівництва Української РСР.
У 1948 році переїхав до Москви. Працював заступником міністра промисловості будівельних матеріалів СРСР.
Помер у Москві, похований на Новодівочому кладовищі.

## Нагороди
- орден Леніна
- орден Жовтневої Революції
- орден Трудового Червоного Прапора
- орден «Знак Пошани»
- медаль «За доблесну працю у Великій Вітчизняній війні 1941—1945 рр.»
- медаль «За доблесну працю. В ознаменування 100-річчя з дня народження Володимира Ілліча Леніна» (1970)
- медалі